# Тангаур (присілок)
Тангау́р (рос. Тангаур, башк. Дүңгәүер) — присілок у складі Кугарчинського району Башкортостану, Росія. Входить до складу Ісімовської сільської ради.
Населення — 6 осіб (2010; 41 в 2002).
Національний склад:
- башкири — 78%